# Dinis Júnior
Leopoldo de Dinis Martins Júnior, mais conhecido como Dinis Júnior (Florianópolis, 2 de setembro de 1887 — Rio de Janeiro, 25 de janeiro de 1967) foi um advogado e jornalista brasileiro.

## Biografia
Filho do cirurgião-dentista Leopoldo Diniz Martins e de Maria Antônia Medeiros dos Santos Martins.
Realizou os primeiros estudos em Desterro e bacharelou-se pela Faculdade de Direito de São Paulo, em 1909.
De volta a Santa Catarina, ocupou cargos como promotor público em Laguna entre 1910 e 1913 e inspetor escolar a partir de 1914.
Colaborou com os jornais A Pátria e A Gazeta, dirigiu A Noite e foi um dos fundadores do Diário de Notícias, todos no Rio de Janeiro.
Foi membro fundador da Academia Catarinense de Letras, ocupando a cadeira número 5, cujo patrono é Crispim Mira.

## Política
Foi secretário do prefeito do Distrito Federal e presidente da Comissão de Orçamento da Prefeitura do Distrito Federal em 1930. Em 1933, foi nomeado superintendente da Educação Elementar.
Pelo Partido Liberal Catarinense, foi eleito deputado em 1934. Permaneceu no ofício até a instalação do Estado Novo em 10 de novembro de 1937.
Entre março de 1942 e janeiro de 1946, foi representante do Brasil na Comissão Mista Comercial Brasil-Argentina, em Buenos Aires.